# Louis De Ridder (politicus)
Louis De Ridder (Oostende, 12 mei 1806 – Brugge, 11 oktober 1900), vaak vermeld als De Ridder-Du Jardin, was een Belgisch advocaat en politicus voor de Liberale Partij.

## Levensloop
De Ridder deed zijn middelbare studies aan het Koninklijk Atheneum van Brugge (retorica 1824) en behaalde het doctoraat in de rechten aan de Universiteit van Luik in 1828. Hij was slechts korte tijd stagiair aan de Balie (1831-1832) om vervolgens klerk-griffier te worden en plaatsvervangend rechter bij de rechtbank van eerste aanleg (1832-1838) en griffier bij de rechtbank van koophandel (vanaf 1838).
De Ridder was een van de bestuurders van de Société Philharmonique, waarvan hij voorzitter werd. Hij was ook 'wereldlijke vader' van een paar kloosters in Brugge.

### Openbare functies
In 1831 werd De Ridder lid van het Brugse Bureel van Weldadigheid. In 1858 werd hij lid van het 'Bestuur der Burgerlijke Godshuizen', waarvan hij in 1870 de voorzitter werd. Van 1870 tot 1878 was hij voogd van het Sint-Janshospitaal. Hij werd ook bestuurslid van de Berg van Barmhartigheid, van de Commissie van de gevangenis en van de Provinciale Commissie van de studiebeurzen.
In 1850 werd hij gemeenteraadslid van Brugge en bleef zetelen gedurende de hele periode dat zijn neef Jules Boyaval burgemeester was, tot in 1875.
In november 1860 werd hij verkozen tot liberaal volksvertegenwoordiger. Hij was de enige kandidaat om in een tussentijdse verkiezing de overleden Jean-Baptiste Adolphe Coppieters 't Wallant op te volgen.  In juni 1863 werd hij herkozen, maar de verkiezingen in het arrondissement Brugge werden verbroken en in december was het de katholieke lijst die won. Louis De Ridder verliet het parlement op 14 januari 1864. Hij behoorde tot de gematigde fractie binnen de liberale partij. 
Er kwam een einde aan zijn publieke functies, nadat de Bank Du Jardin van zijn schoonzoon, in 1874 failliet was gegaan.

### Portret
Ook al stierf hij toen hij 94 was, lijkt men niet de tijd te hebben gevonden om een portret van hem te maken voor de galerij van voogden van het Sint-Janshospitaal. De ongenade waarin hij, met de hele familie, was gevallen en de verdwijning van de liberale partij van het lokale politieke toneel, waren er waarschijnlijk de redenen voor. Pas veertien jaar na zijn dood werd opdracht voor een portret van hem gegeven aan Flori Van Acker, die de overledene als een goedlachse man voorstelde.

## Familie
Louis-Joseph De Ridder was de oudste van de tien kinderen van de Oostendse vrederechter De Ridder en van Anne-Thérèse van Breughel.
Hij trouwde met Thérèse-Colette Du Jardin (1804-1872), dochter van lijnwaadhandelaar en gemeenteraadslid Jacques-François Du Jardin (1755-1826) en Catherine Verhaeghe (1764-1806). Thérèse-Colette Du Jardin was de jongste van de negen kinderen in het gezin Du Jardin-Verhaeghe. Haar oudste broer, wisselagent en schepen Jacques-Guillaume Du Jardin (1784-1846), was getrouwd met Julie Devaux, de dochter van de arts Joseph Devaux en de zus van provinciaal griffier en liberaal voorman Charles Devaux. Ze was de volle nicht van de staatsman Paul Devaux en derhalve verwant met Jules Van Praet. De dochter van Jacques-Guillaume, Julie Du Jardin, trouwde met burgemeester Jules Boyaval. Een andere broer van Thérèse was Felix Du Jardin (1789-1849), de bankier. Het is met zijn onfortuinlijke zoon, Jules Du Jardin, dat de dochter van het echtpaar Louis De Ridder-Du Jardin trouwde. Nog een andere broer, Auguste Du Jardin (1797-1852), was arrondissementscommissaris en katholiek provincieraadslid.
Haar zus Isabelle trouwde met de groothandelaar-kruidenier Joseph De Clercq. Hun zoon, Emile De Clercq (1822-1888), wees geworden, werd door Louis De Ridder opgevoed. Hij trouwde met Adénaïde Jullien (1830-1887), dochter van liberaal provincieraadslid Alexandre Jullien (1801-1885) en kleindochter van de flamboyante advocaat Isidore Jullien (1773-1841). Emile De Clercq werd, vanaf 1864, onmiddellijk na zijn stiefvader, volksvertegenwoordiger, maar voor de katholieke partij.
De drie dochters van Louis De Ridder en Thérèse-Colette Du Jardin waren:
- Louise De Ridder (1830-1908), die trouwde met haar volle neef, de bankier Jules Du Jardin (1822-1895),
- Valérie De Ridder (1832-1909), die in 1857 trouwde met Victor van der Heyde (1832-1906), met wie ze elf kinderen had.
- Hélène De Ridder (1835-1851).

Toen Louis De Ridder in 1900 op hoge leeftijd overleed, had hij niet alleen alle tijdgenoten binnen de familie, maar ook velen van de volgende generatie overleefd.